# Michail Andrejewitsch Miloradowitsch

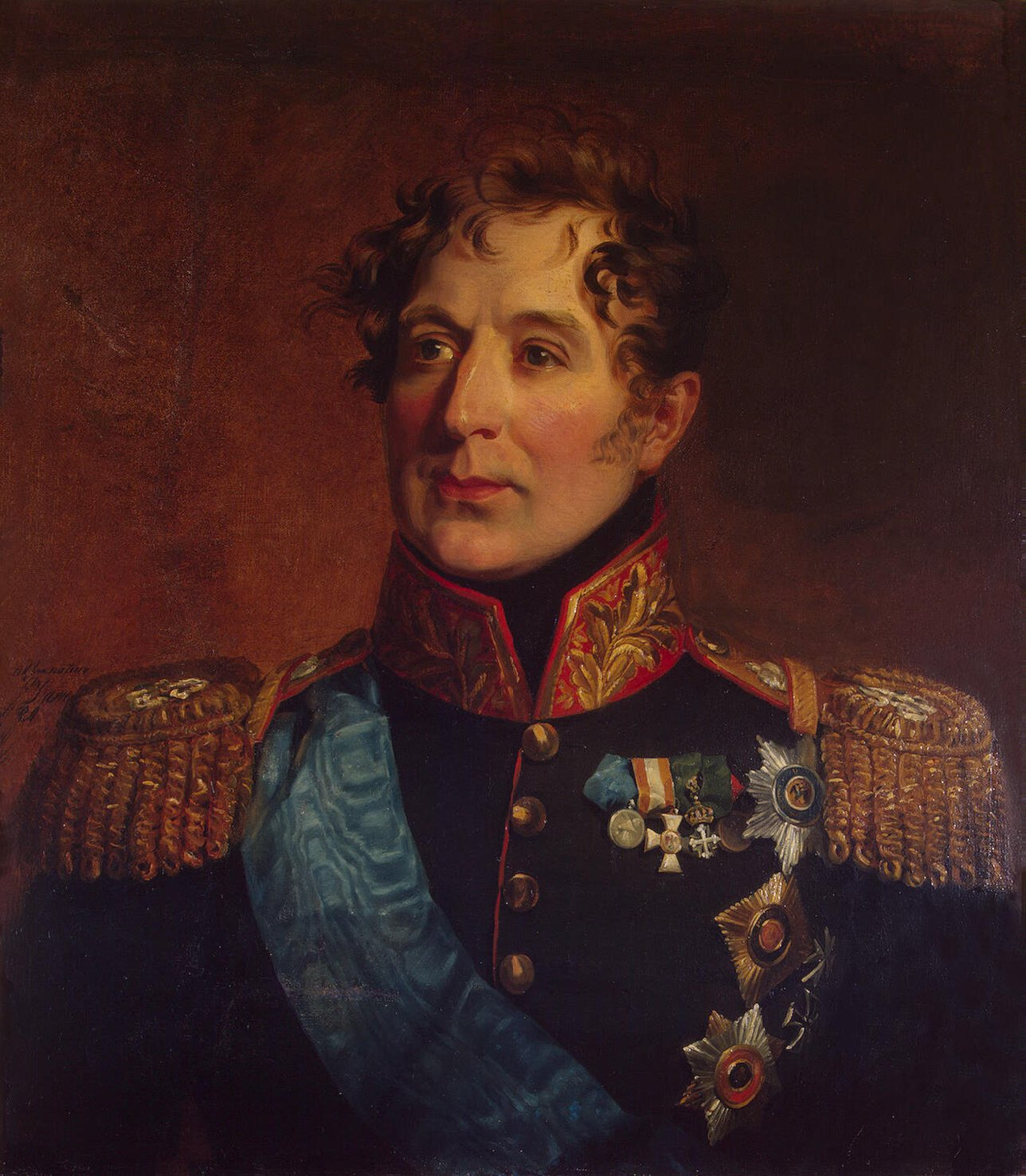
Michail Miloradowitsch

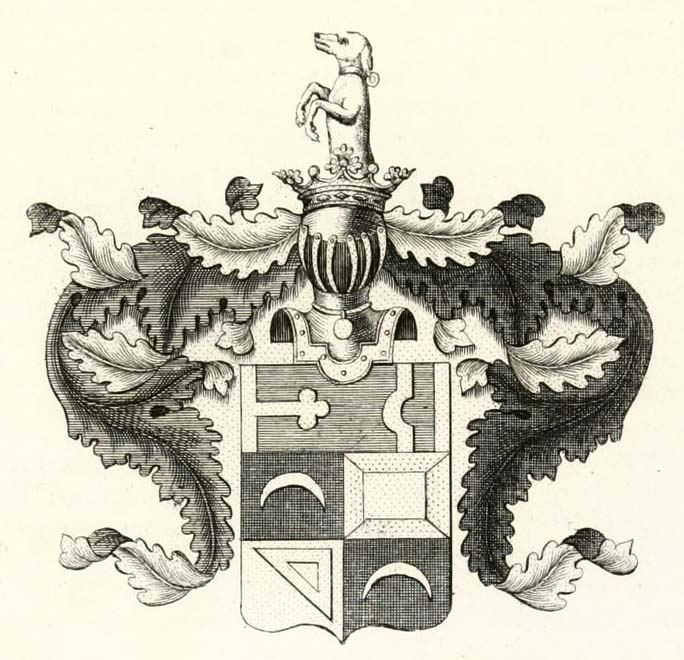
Wappen der Familie Miloradowitsch

Graf Michail Andrejewitsch Miloradowitsch (russisch Михаил Андреевич Милорадович, wiss. Transliteration Michail Andreevič Miloradovič; * 1. Oktoberjul. / 12. Oktober 1771greg. in Sankt Petersburg; † 15. Dezemberjul. / 27. Dezember 1825greg. ebenda) war ein General der russischen Armee.

## Leben
Miloradowitsch entstammte einem ursprünglich aus der Herzegowina stammenden Serbischen Adelsgeschlecht, dessen Vertreter zur Zeit Peters des Großen nach Russland übersiedelten. Miloradowitsch trat jung in den russischen Militärdienst ein, nahm an den Kriegen gegen die Türken 1787 und gegen die Polen 1794 teil und diente dann unter Suworow, dessen Avantgarde er als Generalmajor führte, in Italien und der Schweiz. Eine wichtige Rolle spielte er in der Schlacht im Muotatal 1799, als den Russen ein Sieg über André Masséna sowie der Ausbruch aus der Einkesselung im Muotatal gelang.
In der Schlacht von Dürnstein am 11. November 1805 leitete er den Angriff auf die Franzosen unter Mortier. In der Schlacht bei Austerlitz kommandierte er im Dezember 1805 zusammen mit dem österreichischen General Kolowrat die vierte Kolonne mit etwa 23.000 Mann. Er führte 1808 ein selbständiges Kommando in der Walachei und schlug die Türken bei Obileschti und bei Giurgiu. 1810 wurde Miloradowitsch General der Infanterie.
Im Feldzug von 1812 kämpfte er bei Borodino mit. Zusammen mit Bennigsen schlug er die Franzosen am 18. Oktober 1812 in der Schlacht bei Tarutino und am 24. Oktober unter Kutusows Oberbefehl bei Malojaroslawez, Wjasma, Dorogobusch und Krasnoi.
Am 8. Februar 1813 besetzte er Warschau, deckte dann in der Schlacht bei Großgörschen die linke Flanke der Verbündeten und hatte als Kommandant der russischen Vorhut die Gefechte bei Rochlitz, Dresden und am Kapellenberg bei Bischofswerda zu bestehen, worauf er zum Grafen erhoben wurde.
In der Schlacht bei Bautzen am 20. und 21. Mai führte er die Vorhut. Nach dem Waffenstillstand befehligte er unter dem Großfürsten Konstantin die russisch-preußischen Garden und Reserven und kämpfte mit Auszeichnung bei Kulm, bei Leipzig und bei La Rothière.
Nach dem Frieden 1818 zum Militärgouverneur von Petersburg ernannt, fiel er in dem Aufstand vom 26. Dezember 1825 an der Seite des Kaisers Nikolaus I. – er wurde von dem Dekabristen Pjotr Grigorjewitsch Kachowski tödlich verletzt.